# Robert Priestley
Robert Priestley (Manhattan, 12 de junho de 1901 — San Diego, 27 de novembro de 1986) foi um diretor de arte estadunidense. Venceu o Oscar de melhor direção de arte em duas ocasiões: por Picnic e Sayonara.